# Tavčarjeva ulica, Ljubljana
Tavčarjeva ulica je ena izmed enosmernih ulic v središču Ljubljane.

## Zgodovina
Ulica je bila julija 1923 preimenovana, in sicer iz dotedanje Sodne ulice (po tam ležeči Sodni palači) v Tavčarjevo ulico, po slovenskemu pisatelju in politiku Ivanu Tavčarju.

## Urbanizem
Ulica se prične na T-križišču s Slovensko cesto in je urbanistično razdeljena na tri dele:
- križišče s Slovensko cesto do križišča s Cigaletovo ulico;
- križišče s Cigaletovo ulico do križišča z Miklošičevo ulico in
- križišče z Miklošičevo ulico do križišča s Kolodvorsko in z Dalmatinovo ulico.

Ob ulici se poleg Sodne palače nahajajo še Miklošičev park, Čudnova hiša in stavba Radia Slovenije.

## Javni potniški promet
Po Tavčarjevi ulici potekajo trase mestnih avtobusnih linij št. 5, N5, 13, 20 in 20Z. 

### Postajališče MPP
smer vzhod - zahod
| postajališče   | št. linije         |
| -------------- | ------------------ |
| 500011 Sodišče | 5, N5, 13, 20, 20Z |